# Jean-Louis Schlesser
Jean-Louis Schlesser (Nancy, 1948. szeptember 12. –) francia autóversenyző, a Dakar-rali kétszeres (1999, 2000) győztese. Nagybátyja, Jo Schlesser szintén sikeres autóversenyző volt, az 1968-as francia nagydíjon vesztette életét.
2000-ben szerepelt a Taxi 2 című filmben.

## Pályafutása
1978-ban megnyerte a francia Formula–3-as bajnokságot. 1981-ben Jacky Haran és Philippe Streiff váltótársaként másodikként zárt a Le Mans-i 24 órás versenyen.
1983-ban részt vett a Formula–1-es világbajnokság francia versenyén. A futamra nem tudta kvalifikálni magát. Az 1988-as szezonban, az olasz nagydíjon ő helyettesítette Nigel Mansellt a Williamsnél. A futamot tizenegyedikként zárta, két körös hátrányban a győztes Gerhard Berger mögött.
1985-ben megnyerte a francia túraautó-bajnokságot, 1989-ben és 1990-ben pedig a sportautó-világbajnokságon lett első. Az 1990-es címet Mauro Baldival közösen szerezte.
1985 óta rendszeres résztvevője a Dakar-ralinak. 1999-ben és 2000-ben a saját csapata által épített autóval győzött a versenyen. 1998-ban és 2002-ben megnyerte a tereprali-világkupát. 2009-ben első lett az Africa Race nevű viadalon.

## Sikerei
- Francia Formula–3-as bajnokság
  - Bajnok: 1978
- Francia túraautó-bajnokság
  - Bajnok: 1985
- Sportautó-világbajnokság
  - Bajnok: 1989, 1990
- Dakar-rali
  - Győztes: 1999, 2000

## Eredményei
Le Mans-i 24 órás autóverseny
| Év   | Csapat                        | Autó              | Csapattárs            | Csapattárs          | Helyezés       |
| ---- | ----------------------------- | ----------------- | --------------------- | ------------------- | -------------- |
| 1981 | Jean Rondeau                  | Rondeau M379      | Jacky Haran           | Philippe Streiff    | 2.             |
| 1982 | BASF Cassetten Team GS Sport  | Sauber SHS C6     | Hans Joachim Stuck    | Dieter Quester      | Kiesett        |
| 1983 | Preston Henn T-Bird Swap Shop | Porsche 956       | Preston Henn          | Claude Ballot-Léna  | 10.            |
| 1984 | New-Man Joest Racing          | Porsche 956       | Stefan Johansson      | Maurizio de Narváez | Kiesett        |
| 1985 | John Fitzpatrick Racing       | Porsche 962C      | Kenny Acheson         | Dudley Wood         | Nem rajtolt el |
| 1986 | Silk Cut Jaguar               | Jaguar XJR-6      | Derek Warwick         | Eddie Cheever       | Kiesett        |
| 1989 | Team Sauber Mercedes          | Sauber C9         | Jean-Pierre Jabouille | Alain Cudini        | 5.             |
| 1991 | Team Sauber Mercedes          | Mercedes-Benz C11 | Jochen Mass           | Alain Ferté         | Kiesett        |

Teljes Formula–1-es eredménylistája
(Táblázat értelmezése)

(Félkövér: pole-pozícióból indult; dőlt: leggyorsabb kört futott) 

| Év   | Csapat                    | Modell        | Motor       | 1   | 2   | 3      | 4   | 5   | 6   | 7   | 8   | 9   | 10  | 11  | 12     | 13  | 14  | 15  | 16  | Helyezés | Pont |
| ---- | ------------------------- | ------------- | ----------- | --- | --- | ------ | --- | --- | --- | --- | --- | --- | --- | --- | ------ | --- | --- | --- | --- | -------- | ---- |
| 1983 | RAM Automotive Team March | March-RAM 01  | Cosworth V8 | BRA | USW | FRA Nk | SMR | MON | BEL | DET | CAN | GBR | GER | AUT | NED    | ITA | EUR | RSA |     | -        | 0    |
| 1988 | Canon Williams Team       | Williams FW12 | Judd V8     | BRA | SMR | MON    | MEX | CAN | DET | FRA | GBR | GER | HUN | BEL | ITA 11 | POR | ESP | JPN | AUS | -        | 0    |

## Fordítás
- Ez a szócikk részben vagy egészben  a   Jean-Louis Schlesser című angol Wikipédia-szócikk fordításán alapul.  Az eredeti cikk szerkesztőit annak laptörténete sorolja fel. Ez a jelzés csupán a megfogalmazás eredetét és a szerzői jogokat jelzi, nem szolgál a cikkben szereplő információk forrásmegjelöléseként.